# Lois Anvidalfarei
Lois Anvidalfarei (* 26. Jänner 1962 in Abtei) ist ein Südtiroler Bildhauer.

## Leben
Lois Anvidalfarei besuchte von 1976 bis 1981 die Staatliche Kunstschule in St. Ulrich in  Gröden. Von 1983 bis 1989 studierte er an der Akademie der Bildenden Künste Wien Bildhauerei bei Joannis Avramidis. Nach dem Abschluss des Studiums kehrte er nach Abtei zurück, wo er den von den Eltern geerbten Bauernhof bewirtschaftet und als freischaffender Bildhauer tätig ist.
Zu seinen Werken zählen figurale Plastiken, meist in Bronze, liturgische Elemente und Zeichnungen.

## Ausstellungen
- Italienischer Pavillon, 54. Biennale in Venedig, 2011[1]
- CAR[D]O, Schloss Tirol, 2017[2]
- Körper, Historisches Museum Regensburg, 2018[3]
- Dieser Körper, der nicht aufhört, Barlach Halle K, Hamburg, 2018[1]

## Werke im öffentlichen Raum

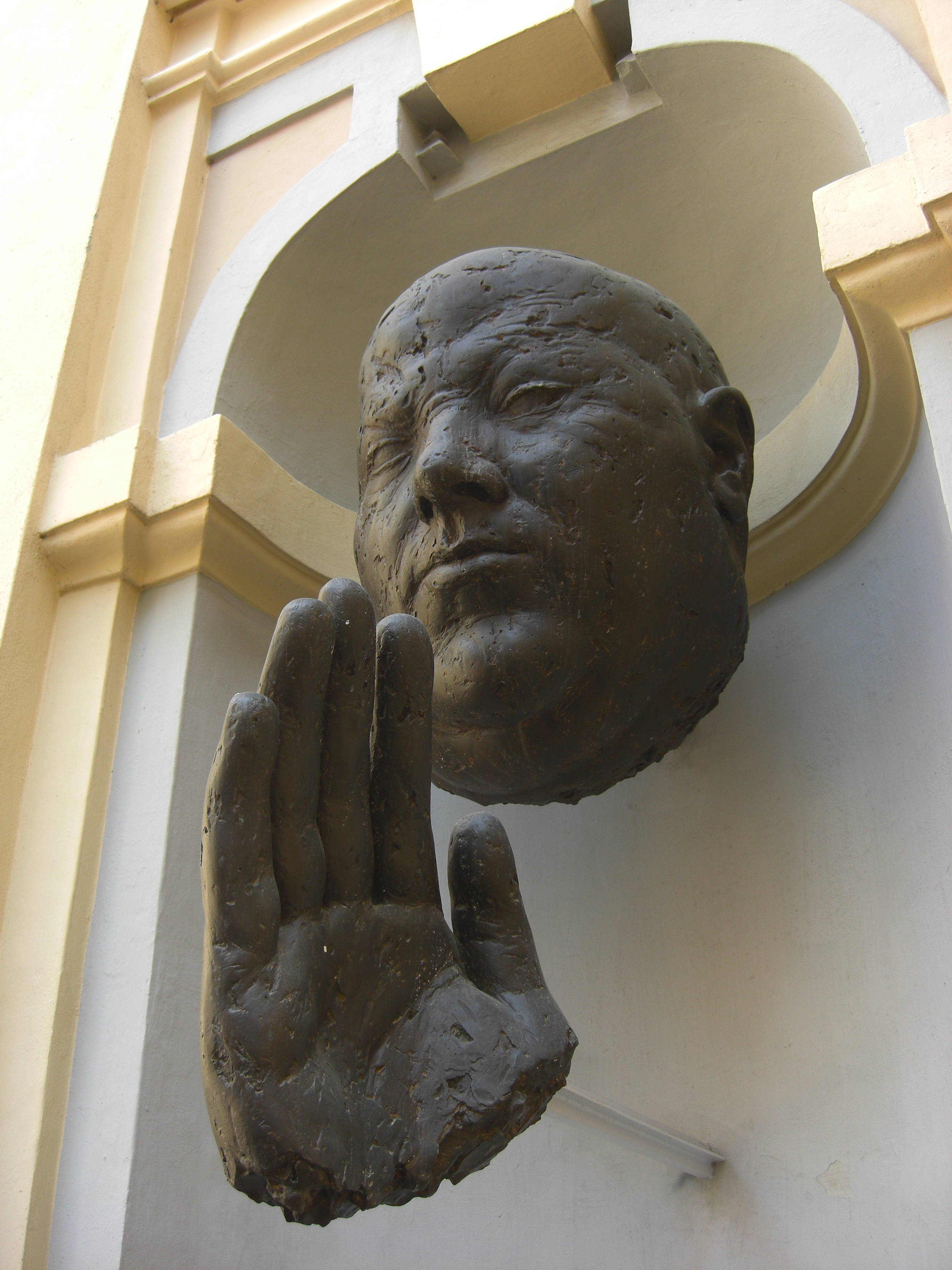
Die Segnung, Landhauskapelle Innsbruck

- Altar, Ambo, Tabernakel und Priestersitz, Pfarrkirche St. Nikolaus, Obervintl, 1996
- Altar, Ambo und Priestersitz, Pfarrkirche St. Pankraz, 1997/98
- Altar, Ambo, Tabernakel und Taufbecken, Pfarrkirche Maria in der Au, Bozen, 2000[4]
- Der verlorene Sohn, Kapuzinergarten, Bozen, 2003[5]
- Metànoia, Landesfachhochschule für Gesundheitsberufe „Claudiana“, Bozen, 2007
- Volksaltar, Ambo und Priestersitz, Basilika Mondsee, 2008[6]
- Das haltlose Böse, Das Entsetzen über das Böse, Die Bekehrung, Die Segnung, Bronzeplastiken an der Fassade der Landhauskapelle, Innsbruck, 2009[7]
- Altar, Ambo und Priestersitz, Pfarrkirche Maria im Moos, Sterzing, 2010
- Hommage an Friedrich Gulda, Bronze, Friedrich-Gulda-Park, Wien, 2011[8]
- Bruno mit Hand, Bronzeskulptur, Landeskrankenhaus Hall, 2012[9]
- In sich, Bronzeplastik, 2014, Tiroler Landesmuseum Ferdinandeum[10]
- Altar, Ambo und Priestersitz, Basilika Sonntagberg, 2014[11]
- Geköpft, überlebensgroße 210-kg-Bronzeskulptur des liegenden, abgetrennten Kopfes von Franz Reinisch, Pfarrkirche Hall in Tirol (2. Juli 2023) und wandernd[12]